# David Hausmann (Offizier)
David Hausmann (* 12. Mai 1655 in Dresden; † 17. Dezember 1698 in Lemberg, Ukraine) war sächsischer Kriegszahlmeister und Mitglied der Gelehrtenakademie „Leopoldina“.
Am 10. März 1690 wurde David Hausmann mit dem Beinamen ARISTEUS als Mitglied (Matrikel-Nr. 169) in die Leopoldina aufgenommen.